# Campo Municipal de Las Llanas
Le Campo Municipal de Las Llanas (en basque : Las Llanas Udal Zelaia) est un stade de football espagnol situé dans la ville de Sestao, banlieue nord de Bilbao en Biscaye au Pays basque.
Le stade, doté de 4 367 places et inauguré en 1923, sert d'enceinte à domicile aux équipes de football du Sestao River Club et de la Sociedad Deportiva San Pedro.

## Histoire
Le stade est inauguré le 9 septembre 1923 lors d'un match entre le Sestao SC et le SDR Kaiku (à l'époque une filiale de Sestao, transformé aujourd'hui en club d'aviron).
Les propriétaires du stade étaient alors une famille de Sestao, et ce jusqu'en 1956, année à laquelle la famille entre en conflit avec le Sestao SC. Le conseil de la mairie prend alors le côté du club de football et exproprie le terrain, qui devient alors un stade municipal.
Au milieu des années 1970, le stade est rénové, et la tribune principale est entièrement recouverte d'une structure métallique.
En 2016, la mairie entreprend la construction de nouveaux bancs et d'un tunnel d'entrée et de sortie sur le terrain.

## Transports
Le stade se situe à 300 m de la station de métro Sestao sur la ligne 2 du métro de Bilbao.

## Galerie

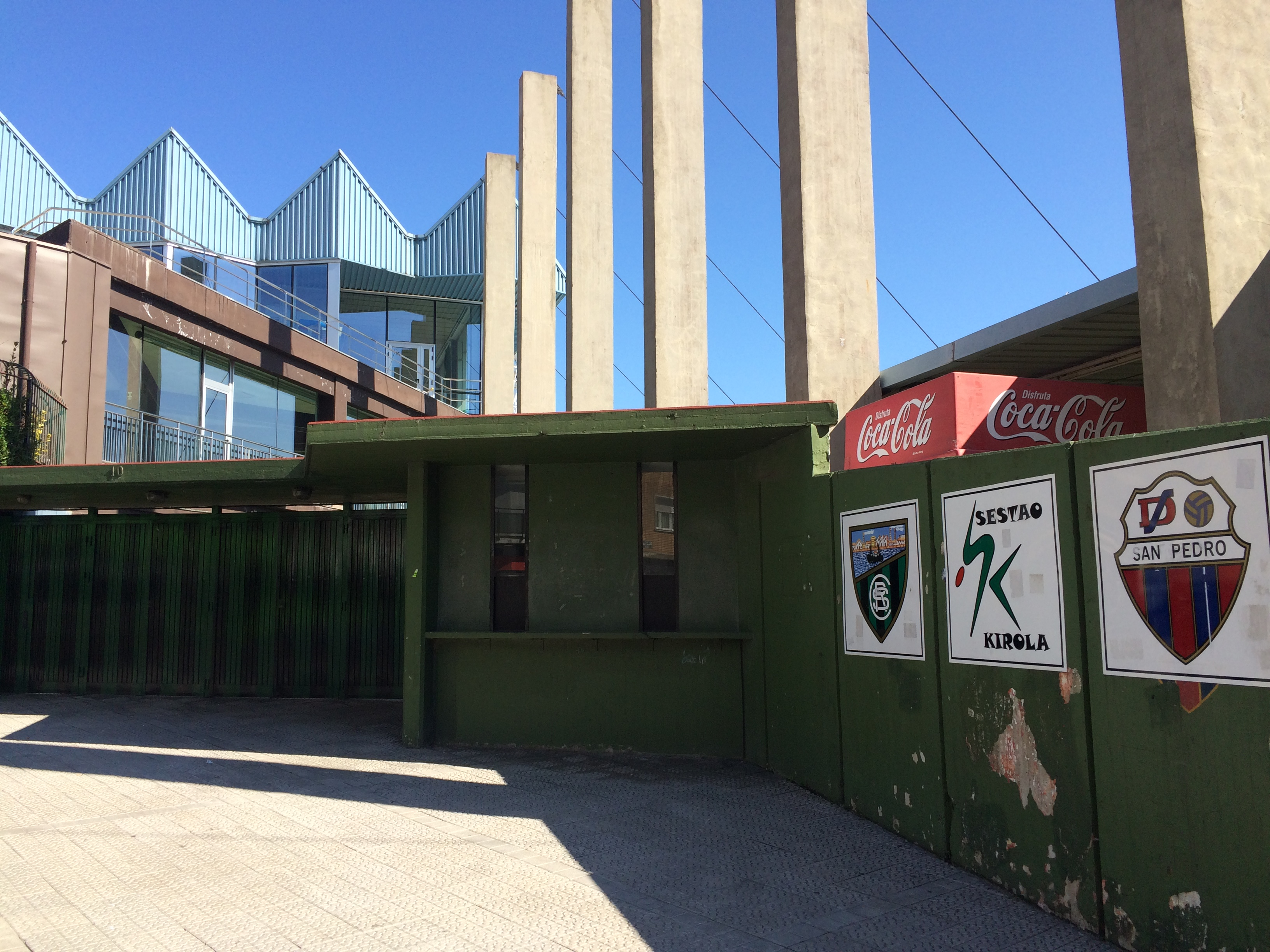
Entrée du stade